# مفكرة الموت (فلم 2017)
مفكرة الموت (بالإنجليزية: Death Note) هو فيلم رعب فنتازي أمريكي تم إنتاجه في سنة 2017، الفيلم من إخراج آدم وينغارد وبطولة نات وولف ولاكيث ستاينفيلد ومارغريت كوالي وشيا ويغام وبول ناكاوشي وويليم دافو، قصة الفيلم مبنية على المانغا اليابانية مذكرة الموت وقد تم إطلاق هذا الفيلم على نتفليكس في 25 أغسطس 2017.

## القصة
يعثر لايت ترنر وهو طالب متفوق على مفكرة غامضة تمتلك القوة لقتل أي شخص يتم تسجيل اسمه بداخلها عن إله الموت ريوك، وعندما يكتشف ترنر تلك القوة الكامنة في هذه المفكرة، يقرر أن يقوم بحملة سرية عبر شوارع المدينة من أجل القضاء على المجرمين والخارجين عن القانون، لكنه يكتشف أنه مُلاحق من قبل محقق يُدعى إل ليكشف سره.

## البطولة
- نات وولف بدور لايت ياغامي
- مارغريت كوالي بدور ميا ساتون رفيقة لايت
- لاكيث ستاينفيلد بدور إل وهو محقق في الإف بي آي
- شيا ويجهام بدور جيمس تارنر والد لايت تارنر
- بول ناكاوشي بدور واتاري والد إل
- ويليم دافو بدور ريوك والمعروف بعفريت إله الموت ومؤلف مفكرة الموت، يبدأ بالتفاعل مع لايت بعد أن يعرف شروط مفكرة الموت

## التقييم
حاز الفيلم على تقييم سلبي عند النقاد ونال تقييم 40% في موقع الطماطم الفاسدة وذكر النقاد أن أدائه كان جامد وممل ولم يؤدي طاقم العمل بشكل جيد، في موقع ميتاكريتيك حاز الفيلم على تقييم 43 من 100 وحاز على 14 نقد متفاوتة بين السلبية والإيجابية.

## وصلات خارجية
- مقالات تستعمل روابط فنية بلا صلة مع ويكي بيانات

- مفكرة الموت على قاعدة بيانات الأفلام على الإنترنت
- مفكرة الموت على نيتفليكس
- مفكرة الموت على الطماطم الفاسدة
- مفكرة الموت على قاعدة بيانات الأفلام العربية